# Pablo Sorozábal
Pablo Sorozábal Mariezcurrena (San Sebastián, 18 de septiembre de 1897-Madrid, 26 de diciembre de 1988)fue un compositor español, uno de los más destacados autores de obras sinfónicas y del género lírico (zarzuela y óperas chicas) del siglo XX. Entre sus principales y más conocidas obras cabe destacar Katiuska, la mujer rusa (1931, Barcelona), Adiós a la bohemia (1933, Madrid), en la que trabajó con Pío Baroja, La del manojo de rosas (1934, Madrid), La tabernera del puerto (1936, Barcelona), Black el Payaso (1942, Barcelona), Don Manolito (1943, Madrid), etc.
Revisó y rescató obras del siglo XIX como Pan y toros (de Barbieri) o Pepita Jiménez (de Albéniz), obteniendo un gran éxito artístico, pero no económico. Su longevidad le hizo ser testigo de las nuevas corrientes musicales, interesadas en otros géneros. Su última obra, finalizada en septiembre de 1988, fue Variaciones para quinteto de viento, compuesta cuando el Quinteto de Viento Pablo Sorozábal le pidió permiso para adoptar su nombre. Murió sin poder estrenar la que él mismo consideró su mejor obra: la ópera Juan José, que fue finalmente estrenada en versión de concierto en el Kursaal de San Sebastián el 21 de febrero de 2009, y grabada en CD ese mismo año, con la dirección musical de José Luis Estellés.

## Biografía
Nació en San Sebastián, en el seno de una humilde familia numerosa. Comenzó a estudiar Teoría Musical y violín con Alfredo Larrocha en la Academia Municipal de Música de San Sebastián, para pasar más tarde a formar parte de la Orquesta del Casino de San Sebastián, con solo diecisiete años. Más tarde, en 1918, acude a Madrid para tocar en la Orquesta Filarmónica. Gracias a su indiscutible capacidad musical consigue una beca de 1500 pesetas de la diputación de Guipúzcoa para ir a ampliar sus estudios musicales a Alemania, primero en Leipzig, donde tuvo su primer contacto en el mundo de la dirección al hacerse cargo de la Gotriansteinwegorchester logrando sus primeros éxitos, para luego continuarlos en Berlín, donde terminaría. Además, amplió sus conocimientos de contrapunto.
Inicia su actividad lírica en 1931, al estrenar la opereta Katiuska, la mujer rusa, a la que seguirían otros títulos tan importantes como La Isla de las Perlas (1933) y Adiós a la Bohemia (1933). En 1934 estrena La del manojo de rosas, con la que termina de cimentar su fama como compositor, tras otros títulos como No me olvides (1935), o La Casa de las Tres muchachas (1935), consiguiendo en 1936, con La tabernera del puerto, uno de sus más resonantes éxitos.

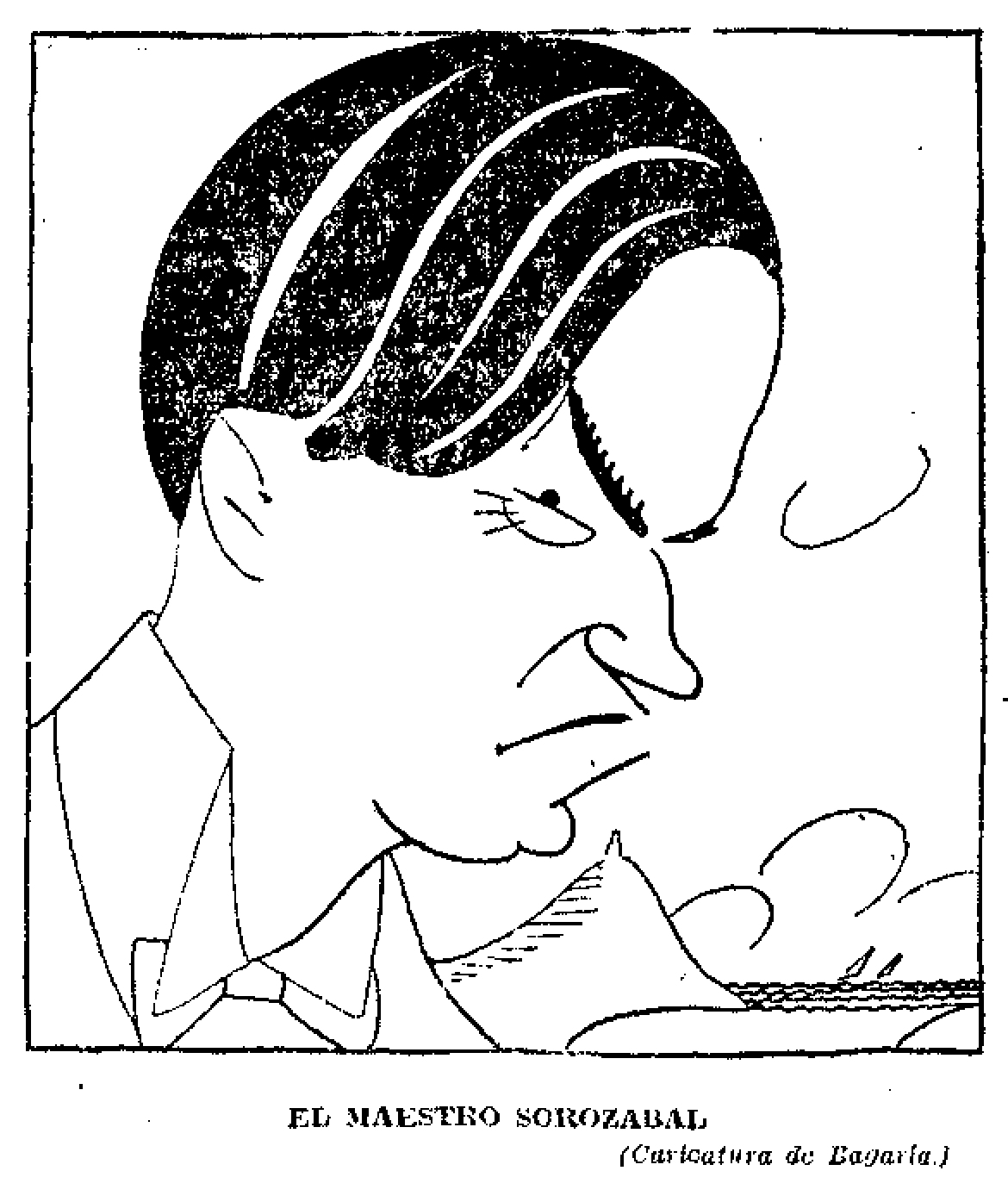
Caricaturizado por Bagaría en El Sol (1928)

Se distinguió por su labor sinfónica y de cámara, que reúne también obras como Capricho Español, Suite Vasca, Txistulariak, etc. Siempre estuvo muy apegado a las costumbres vascas y reconoció en El Caserío (de Jesús Guridi) una partitura magistral, pero un libreto que según él banalizaba al pueblo vasco y no lo representaba.
La simpatías liberales de Sorozábal le dejaron un tanto aislado tras la guerra civil española[cita requerida], con lo que muchas de sus posteriores zarzuelas fueron representadas antes fuera de Madrid o en teatros de menor prestigio de la ciudad. Algunas de ellas son el ambicioso romance alegórico Black, el payaso (1942) o el sainete Don Manolito (1943). Realizó también contribuciones en el campo del cine, como la banda sonora de Marcelino, pan y vino.
Su labor como director de la Orquesta Sinfónica de Madrid finalizó de manera abrupta en 1952, cuando le fue denegado el permiso para dirigir la Sinfonía Leningrado de Shostakovich.[cita requerida] Con su muerte en Madrid el 26 de diciembre de 1988, el recorrido histórico creativo de la zarzuela llegó a su fin. Su legado e influencia sobre dicho género fueron decisivos. Su hijo Pablo Sorozábal Serrano fue también compositor.

## Obra

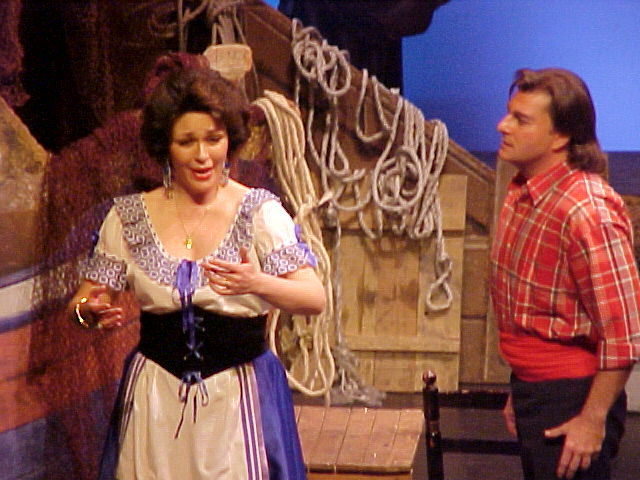
Representación de La tabernera del puerto en el Auditorio Insular de Puerto del Rosario, Fuerteventura el 5 de diciembre de 2000.

### Lírica
- Katiuska (1931)[3]
- La guitarra de Fígaro (1931)[4]
- La isla de las perlas (1933)[5]
- Adiós a la bohemia (1933)[6]
- El alguacil rebolledo (1934)
- Sol en la cumbre (1934)[7]
- La del manojo de rosas (1934)[8]
- No me olvides (1935)
- La casa de las tres muchachas (1935)[9]
- La tabernera del puerto (1936)[10]
- La Rosario o La Rambla de fin de siglo (1941)
- Cuidado con la pintura (1941)[11]
- Black el payaso (1942)[12]
- Don Manolito (1943)[13]
- La eterna canción (1945)[14]
- Los burladores (1948)[15]
- Entre Sevilla y Triana (1950)[16]
- La ópera del mogollón (1954)
- Brindis (1955)
- Las de Caín (1958)[17]
- Juan José (2016)[18]

### Sinfónica
- Capricho español (1922)[19]
- Suite Vasca (1923)[20]
- Variaciones sobre un tema popular vasco (1927)
- Paso a cuatro (1956)[21]
- Marcha de Deva (1956)[22]
- Gernika, marcha fúnebre (1966)[23]
- Variaciones para quinteto de viento (1988)

### Bandas sonoras
- Marcelino, pan y vino[24]
- Jai Alai[25]
- María, matrícula de Bilbao[26]